# الرابطة البرلمانية 1974–75
الرابطة البرلمانية 1974–75 (بالإنجليزية: 1974–75 Isthmian League)‏ هو موسم من دوري إسثميان. فاز فيه ويكمب وندررز.